# Pau-rosa
Pau-rosa (nome científico: Aniba rosaeodora) é uma espécie de árvore magnoliídea da família das lauráceas (Lauraceae), nativa do Brasil. Embora às vezes referido erroneamente como jacarandá, esse nome é totalmente enganoso; não é uma árvore do gênero Dalbergia. Ela cresce em partes da floresta tropical da América do Sul. É uma espécie em extinção que vê a exploração de seu óleo essencial.

## Descrição
O pau-rosa cresce nas florestas tropicais da América do Sul, sendo típica de floresta de terra firme e floresta ombrófila. É encontrado nos estados brasileiros do Amapá, Amazonas e Pará. Também é encontrado na Colômbia, Equador, Guiana, Peru, Suriname, Venezuela e Guiana Francesa, onde anteriormente era mais difundido. É enorme, com até 30 metros de altura e 2 metros de diâmetro, e perene. A árvore inteira é perfumada. Substâncias na árvore incluem linalol e rubranina. As flores são perfeitas, com dioicia temporal. A fruta é uma drupa roxa espalhada por tucanos. Tem 24 cromossomos. O fluxo gênico é alto entre as populações selvagens.

## Usos
A planta é uma das fontes comercialmente importantes de óleo de pau-rosa. É considerado uma das matérias-primas do perfume Chanel Nº 5 e de vários perfumes europeus e americanos. A árvore é coletada na natureza. Após a derrubada, as árvores são cortadas em toras de um metro de comprimento que são levadas para a margem do rio e ali estocadas. Quando o nível do rio está alto o suficiente, as toras são transportadas rio abaixo até uma destilaria. Devido ao afastamento e à dificuldade de viajar na Amazônia, as destilarias costumam ser móveis, transportadas por balsas. Ao chegarem à destilaria, as toras são lascadas e depois destiladas a vapor. Cada árvore produz cerca de 1% de óleo em peso de madeira. A maior parte da produção mundial vem do Brasil; desde a década de 1960, outras áreas produzem apenas uma quantidade menor e insignificante. As árvores são retiradas perto do Amazonas e seus afluentes. A madeira também pode ser utilizada pelos povos indígenas da bacia amazônica à fabricação de canoas, mas é um uso menor. Além disso, cavacos velhos são usados como combustível para operar as destilarias. O pau-rosa é conhecida como Pau-Rosa no Brasil. O suprimento dessa madeira foi muito usado em excesso no passado e agora é tão difícil comercializá-la legalmente quanto o marfim de elefante.

## Conservação
O pau-rosa é uma espécie em extinção. As populações diminuíram rapidamente devido aos métodos de colheita destrutivos. Áreas exploradas anteriormente não viram muito crescimento. Pode até estar criticamente ameaçado. Populações selvagens existem em locais remotos, portanto, é improvável que sejam exploradas. O primeiro registro de extração aconteceu em 1967. Desde então, estima-se que mais de 2 milhões desta árvore já tenham sido cortadas irregularmente, sem a correspondência de replantio. O governo brasileiro promulgou regulamentos para ajudar a conservar a espécie. Houve dificuldades com a aplicação. Ele, ou melhor, sua madeira e óleo essencial, está no Apêndice II da Convenção sobre o Comércio Internacional das Espécies Silvestres Ameaçadas de Extinção (CITES).
Se as folhas pudessem ser usadas como fonte, isso ajudaria a conservar a espécie. Tem sido sugerido que os métodos de produção sejam alterados para garantir abastecimento sustentável. Devido aos riscos de extinção, o Instituto Brasileiro do Meio Ambiente e dos Recursos Naturais Renováveis (IBAMA) condiciona os extratores de óleo de pau-rosa a fazer a reposição de mudas segundo quantidade exportada, sendo 80 mudas para cada tambor de 180 quilos de óleo exportado; e condiciona o corte de seus troncos, na Amazônia, a 50 centímetros do solo, para que haja rebroto. Entretanto, o IBAMA calcula que, entre 2003 e 2008, as exportações do pau-rosa tenha sido cerca de 500% maiores que as permitidas. As tentativas de preservação também têm relação com a ameaça às populações naturais do Pará e Amapá.
O pau-rosa ocorre em várias listas de conservação do Brasil. Em 2007, foi classificada como em perigo na Lista de espécies de flora e fauna ameaçadas de extinção do Estado do Pará; como em perigo na Lista Vermelha de Ameaça da Flora Brasileira 2014 do Centro Nacional de Conservação da Flora (CNCFlora); e como vulnerável na Lista Oficial de Espécies da Flora Brasileira Ameaçadas de Extinção - Anexo 1 Portaria MMA N.º 148, de 7 de junho de 2022.

## Cultivo comercial
O cultivo comercial de pau rosa se mostra com potencial de ser uma das culturas da silvicultura mais promissoras e lucrativas no mundo, devido ao esgotamento das populações naturais. A nível de comparação, de 1937 a 2002 foram produzidos e exportados 13 mil toneladas de óleo essencial de pau rosa, enquanto em 2013 apenas 2,08 toneladas foram produzidas e exportadas. Existem uma grande demanda pelo óleo essencial desta planta e isto faz com que o cultivo comercial seja muito atraente, devido ao seu preço ser bastante elevado. Os primeiros experimentos em cultivo e propagação artificial foram um fracasso. Tentativas mais recentes tiveram mais sucesso e diversos estudos sobre a silvicultura de pau rosa estão avançando, apresentando alguns resultados e começando a formar o processo de uma cadeia produtiva da cultura. Algumas características para o processo produtivo já se desenham, por exemplo, o manejo com desgalha da copa é a opção que tem se firmado como mais viável, uma vez que o óleo essencial do pau rosa se encontra em toda a árvore e existe um percentual maior de óleo nas galhas e folhas do que no tronco, além disto a poda da árvore estimula a própria a refazer uma copa maior e mais robusta, se traduzindo em mais óleo para extração, ou seja, é mais vantajoso manter a árvore em pé e fazer a desgalha da mesma e retirada do óleo essencial de sua matéria orgânica, do que derrubar toda a árvore. A silvicultura de pau rosa também tem se mostrado interessante por estar se firmando como uma silvicultura de médio prazo, com 11 anos as árvores podem começar a sofrer a desgalha para extração de óleo, não sendo rápida como silvicultura de espécies de crescimento rápido como eucalipto ou silvicultura de longo prazo como de espécies com potencial madeireiro mais nobre cujo ponto ideal de corte passa dos 20 anos. Um problema no momento é que por ter sido uma árvore extensamente explorada estando a beira da extinção, conseguir sementes ou mudas é uma tarefa difícil, são poucos os fornecedores de ambos os produtos, agrava o fato de que as sementes de pau rosa são predadas muito intensamente na natureza e a implantação de uma área por meio de mudas pode acabar ficando extremamente caro. Além disto, as sementes de pau rosa são recalcitrantes, ou seja, elas perdem o poder de germinação rapidamente se não são plantadas ou mantidas em ambiente úmido em pouco tempo após a coleta, ou seja, é necessário saber quando as sementes foram coletadas e no caso de envio delas via correios, por exemplo, é necessário as enviar em uma condição úmida ("embaladas" em fibra de coco umedecida, por exemplo) ou enviadas pré-germinadas nas mesmas condições ("embaladas" em material úmido). Uma alternativa que tem se mostrado promissora é a estaquia de pau rosa, inclusive para a clonagem de indivíduos com genética considerada promissora, sendo que o aprimoramento da técnica de estaquia e a composição do substrato ideal para elas estão obtendo resultados cada vez melhores.